# Horizonvervuiling

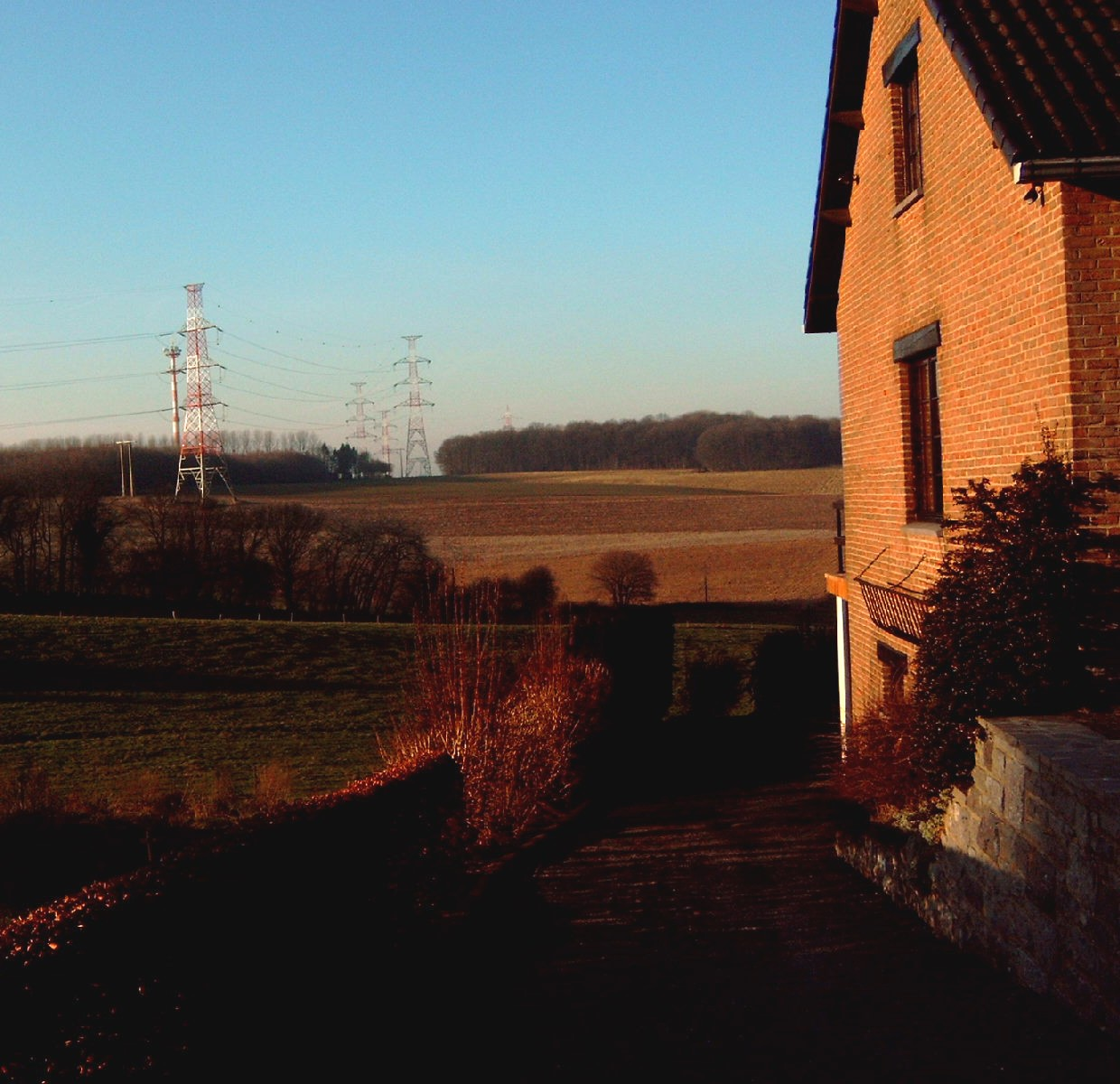
Horizonuitzicht

Horizonvervuiling (ook wel bekend als landschapvervuiling) is het plaatsen van objecten of nemen van maatregelen die het beeld van de horizon of de harmonie van het landschap verstoren. Anders gezegd: men is van mening dat het er niet thuis hoort, men verwacht het niet of men vindt het zelfs smakeloos.
Vroeger dacht men bij milieuvervuiling enkel aan vervuiling van lucht, grond en water, die een slechte invloed heeft op de gezondheid. Tegenwoordig wordt ook horizonvervuiling als een vorm van - visuele - milieuvervuiling gezien.
Enkele verschijnselen die soms horizonvervuiling worden genoemd:
- autowegen, hogesnelheidslijnen of andere spoorlijnen, al dan niet met bovenleiding, op kolommen of een dijklichaam die het landschap met onnatuurlijke strakke lijnen doorsnijden;
- bovengrondse hoogspanningslijnen die het uitzicht verstoren;
- windturbines die ver boven de horizon uitsteken en de aandacht afleiden van alles wat als mooi wordt ervaren aan het landschap of het uitzicht;
- Buitenreclame met reclamemasten, al dan niet in open veld[1]; bij digitale reclamezuilen kan er tevens sprake zijn van lichtvervuiling[2];
- een autokerkhof in een groen polderland dat niet past in het kleurenpalet dat men gewend is;
- een boorplatform voor de kust als contrast ten opzichte van de rust van de ruisende zee;
- zware industrie in een natuurgebied;
- een weiland met rijen zonnepanelen;
- mijnontginning in dagbouw.

Men spreekt veelal slechts van horizonvervuiling in gebieden die werkelijk een horizon hebben, landelijke gebieden met veel ruimtelijke landschappelijkheid. Het is vooral de plaatsing van veel palen voor het verkeer van mobiele telefonie, die het inzicht heeft doen rijpen dat ook in stedelijke omgevingen wel degelijk sprake kan zijn van horizonvervuiling.
Horizonvervuiling is een subjectief begrip. De oude windmolens worden nu gezien als verrijking van het landschap. Toch zijn deze ook door de mens ontworpen en gebouwd. Uit dit oogpunt horen ze dan ook niet thuis in het landschap. Niemand zal echter stellen dat de oude windmolens horizonvervuilend zijn. Anderzijds hebben ook hoogbouw en windmolenparken hun bewonderaars. Contrasten die de één verafschuwt, waardeert de ander soms zeer.
In het beleid en planning van de ruimtelijke ordening kan met horizonvervuiling rekening worden gehouden, bijvoorbeeld door het maken van maquettes, tekeningen of 3D-animaties van de toekomstige situatie.